# Metasequoia (geslacht)
Metasequoia is een geslacht van bomen, waarvan nog maar één soort bestaat, de watercipres. In het Tertiair kwam Metasequoia algemeen voor op het noordelijk halfrond zoals fossielen aantonen.
De nog levende soort wordt gezien als een levend fossiel en kwam voor de laatste ijstijd vrij algemeen voor in Oost-Azië (Japan, Korea en China). Nu is de watercipres van nature alleen nog aanwezig in Centraal-China in een gesloten vallei in het Shui-Hsa-Pal-dal en in de provincie Hubei. Vanaf 1960 is de watercipres door kwekers massaal vermeerderd door stekken en zaaien.

## Beschrijving
De zaailingen hebben twee zaadlobben. 

### Boom
De bladverliezende watercipres groeit tot 30 tot 35 m hoog, in individuele gevallen meer dan 50 m en een diameter van 1 tot 2,2 m op borsthoogte. Vrijstaande bomen zijn vertakt tot op de grond en hebben opvallende, diepe stammen. De maximale leeftijd is 420 jaar. De basis van de rechte stam is aanzienlijk verbreed. Jonge bomen hebben een piramidale kroon, terwijl oude bomen breed en rond zijn. 

#### Schors
De bast van de takken is aanvankelijk groen, maar kleurt in het tweede en derde jaar grijs tot grijsbruin. De stam van jonge bomen heeft een roodbruine schors die in dunne vellen afschilfert. De stammen van oudere bomen hebben een grijze tot grijsbruine schors die in lange stroken loslaat, waardoor de roodbruine binnenste schors eronder zichtbaar wordt.

#### Hout
Het lichte spinthout verschilt in kleur van het roodbruine kernhout. Het zachte hout is licht, gemakkelijk te bewerken en neemt gemakkelijk kleur aan. De rechte houtvezels zijn relatief grof. De dichtheid bij een houtvochtigheid van 15% ligt tussen 0,29 en 0,38 g/cm³.

#### Takken en bebladering
De takken van de eerste orde zijn onregelmatig gevormd en meestal uitgespreid. Takken van een hogere orde zijn hangend en naar elkaar gericht gerangschikt. 
Er worden zowel korte als lange loten gevormd. De loten vallen in de herfst samen met de naalden af. 
De eivormig-elliptische en stompe winterknoppen zijn kaal en ongeveer 4 mm lang en 3 mm breed. De kapachtige knopschubben zijn geelachtig bruin van kleur. 
De platte naalden zijn in mei al volledig ontwikkeld en worden 0,8 à 3,5 cm lang en 1 à 2,5 mm breed. Ze zijn blauwgroen aan de bovenkant en lichtgroen aan de onderkant. Er zijn twee gelige huidmondjesbanden aan de onderkant van de naald. Elke naald heeft drie harskanalen. 
De naalden zijn spiraalvormig op lange loten en gescheiden op korte loten en zijn grotendeels tegenover elkaar opgesteld. Op deze wijze kan op betrouwbare wijze worden onderscheiden van de moerascipres, die er van een afstand op lijkt en afwisselend blad heeft. De herfstkleur begint in oktober met een delicaat roze-geel en verandert in november van zalmrood tot koperbruin. De naalden vallen er samen met de korte loten af.

### Wortel
De watercipres vormt meestal een relatief vlak, verreikend wortelstelsel, dat zich buiten de projectie van het kroonoppervlak kan uitstrekken. De zijwortels groeien eerst als ondiepe horizontale wortels, die pas later naar beneden groeien en een diepte bereiken van 50 tot 100 centimeter.

### Kegels en zaden
De watercipres  is eenhuizig. Hij wordt manueel op de leeftijd van 25 tot 30 jaar. De bloeitijd in het natuurlijke bereik duurt van februari tot maart, afhankelijk van de locatie. De kittenachtige mannelijke pollenkegels zijn 5 tot 10 cm lang en bevinden zich in de bladoksels van de lange scheuten van vorig jaar. De vrouwelijke kegels ontwikkelen zich aan het einde van korte scheuten. Ze staan in de bloeitijd rechtop, zijn slechts ongeveer 9 mm lang en vormen bestuivingsdruppeltjes waarmee ze het stuifmeel uit de lucht opvangen. De kegels zijn bij rijpheid bolvormig tot eivormig en staan op een 2 tot 4 cm lange steel. Ze zijn ongeveer 1,8 tot 2,5 cm lang en 1,6 tot 2,3 cm breed. Elke pen bestaat uit 11 tot 12 tegenover elkaar liggende paren wigvormige pen-schalen. Ze zijn aanvankelijk groen en worden bruin naarmate ze ouder worden. De kegels rijpen in november tot december van het bloeijaar. Elke kegelschaal bevat 5 tot 9 platte en gevleugelde zaden op een rij. De zaden zijn omgekeerd eirond, rondom gevleugeld en hebben een gekerfde top. Ze worden ongeveer 5 mm lang. Het duizendkorrelgewicht ligt tussen 1,75 en 2,3 g.

### Chromosoomnummer
De oersequoia heeft een chromosoomgetal van 2n = 22.

## Verspreiding en locatie
De watercipres  komt alleen van nature voor in kleine overblijfselen in het district Shizhu in het oosten van Sichuan, in het district Lichuan in het westen van Hubei en in de districten Longshan en Sangzhi in het noordwesten van Hunan in China. Sinds zijn ontdekking is hij als sierboom aangeplant in parken en tuinen over de hele wereld. De oermammoetboom is een snelgroeiende boomsoort van het warm-vochtige klimaat en groeit in soortenrijke gemengde bossen in vochtige, niet-schaduwrijke berggebieden op hoogtes tussen 750 en 1500 meter boven zeeniveau. Het groeit op waterdoorlatende, diepe, voedsel- en humusrijke leemgronden. De watercipres is winterhard tot −32° C, maar is gevoelig voor late vorst. Hoewel overvloedige regenval de groei bevordert, groeit het ook op locaties met een jaarlijkse regenval van 400 tot 450 mm. Het tolereert geen wateroverlast. In het natuurlijke verspreidingsgebied komt de soort vooral voor op rivier- en beekoevers en in vochtige kloven. Het koloniseert licht zure tot neutrale zandsteen verweerde bodems.

## Ziekten en plagen
Zaailingen van watercipres zijn vatbaar voor ziekteverwekkers van de geslachten Rhizoctonia en Pythium, die vallende ziekte veroorzaken. Anthracnose-pathogenen spelen een rol. Cryptothelea variegata, Cryptothelea minuscula en Holotrichia diomphalia worden genoemd onder bladetende plagen. Anoplophora chinensis en Anoplophora glabripennis zijn in hout en wortel levende plagen die afsterven kunnen veroorzaken. Bomen met veel schaduw gaan dood of lijden ernstige groeiverliezen.

## Systematiek
In 1941 werd Metasequoia afgesplitst van Sequoia. Er zijn tien Metasequoia-soorten bekend uit het Krijt. Ze waren verspreid over grote delen van het noordelijk halfrond. Van deze soorten overleefde alleen de oorspronkelijke sequoia. Het werd voor het eerst beschreven in 1948 door Hu Xiansu (1894–1968) en Cheng Wan-Chun (1908–1987) als Metasequoia glyptostroboides. Het wordt als uiterst onwaarschijnlijk beschouwd dat Sequoia is geëvolueerd uit Metasequoia.

## Soorten
- †Metasequoia foxii
- Metasequoia glyptostroboides
- †Metasequoia milleri
- †Metasequoia occidentalis
- †Metasequoia disticha

## Paleontologie
Fossielen van Metasequoia komen voor op het Noordelijk halfrond. Meer dan 20 fossiele soorten zijn beschreven, waarvan sommige nu tot Sequoia gerekend worden. Tegenwoordig worden maar drie fossiele soorten onderscheiden:
- Metasequoia foxii
- Metasequoia milleri
- Metasequoia occidentalis[2]

Tijdens het Paleoceen en Eoceen waren er uitgestrekte wouden van Metasequoia vanaf het noorden, Strathcona fjord op het Ellesmere-eiland en plaatsen op Axel Heibergeiland (Noord-Canada) tot de tachtigste noordelijke breedtegraad.
Metasequoia was waarschijnlijk in die tijd bladverliezend door de jaarlijkse verschillen in licht en niet door temperatuurdaling in de winter, omdat tijdens deze periode op de tachtigste breedtegraad een tropische temperatuur heerste. Tijdens de drie zomermaanden scheen de zon 24 uur per dag en tijdens de drie wintermaanden was het 24 uur per dag donker.
Grote versteende boomstammen en -stompen van de uitgestorven Metasequoia occidentalis (soms Sequoia occidentalis genoemd) maken het grootste gedeelte uit van het Tertiaire fossiele plantenmateriaal in de badlands van West-Noord-Dakota.
De fossiele bomen komen veel voor in de lagen vanaf het late Krijt tot het Mioceen. Fossielen uit latere perioden zijn niet gevonden. Voor de ontdekking van de watercipres nam men aan dat het taxon tijdens het Mioceen was uitgestorven.